# Gigabit Ethernet
Il Gigabit Ethernet (standard IEEE 802.3z su fibra e IEEE 802.3ab su rame) è l'evoluzione a 1000 Mbit/s del protocollo Fast Ethernet (standard IEEE 802.3u) operante a 100 Mbit/s.

## Principali modifiche al protocollo Fast Ethernet
Per rendere possibile il Gigabit Ethernet si è reso necessario introdurre delle modifiche al protocollo IEEE 802.3u, in particolare:
- Rimuovere la codifica 4B/5B (125 Mbit/s), e adottare la codifica 8B/10B nelle varianti 1000BaseSX, 1000BaseLX e 1000BaseCX (vedi IEEE 802.3) e la codifica PAM (Pulse-amplitude modulation) 5X5 (nella variante 1000BaseT).
- Usare le 4 coppie di fili UTP simultaneamente (nella variante 1000BaseT a 500 Mbps), 2 coppie di fili STP simultaneamente (nella variante 1000BaseCX a 500 Mbit/s) e le fibre multimodali (varianti 1000BaseSX,1000BaseLX).
- Usare trasmissione full-duplex (500 Mbps full-duplex).
- Usare 5 livelli per simbolo invece che 3 (1000 Mbit/s full-duplex).
- Usare un Forward Error Correction (FEC) per recuperare 6 decibel.
- Diminuire il Bit Time da 10 ns a 1 ns.
- Diminuire l'Inter-packet gap da 960 ns a 96 ns.
- Diminuire lo Slot time da 5,12 μs a 4,096 μs.
- Introdurre il Frame bursting, quindi una stazione può trasmettere più pacchetti in successione senza rilasciare il mezzo trasmissivo fino al burst-limit che è di 65536 bit (8192 byte). Il primo pacchetto va comunque esteso mediante Carrier Extension, se troppo corto.
- Introdurre il Carrier Extension, cioè l'estensione della dimensione del pacchetto a 4096 bit, con dati reali o creati appositamente.

## Lunghezza massima del segmento di rete
Con queste modifiche diminuisce la lunghezza del segmento massimo della rete che diviene:
| nome          | mezzo trasmissivo | distanza massima |
| ------------- | --- | ---------------- |
| 1000BASE-CX   | Cavo rame bilanciato | 25 metri         |
| 1000BASE-SX   | Fibre multimodali e lunghezza d'onda di 850 nm                                                                             | 220 metri        |
| 1000BASE-LX   | Fibre monomodali | 5 km             |
| 1000BASE-LH   | Fibre monomodali e lunghezza d'onda di 1.310 nm                                                                            | 10 km            |
| 1000BASE-LH   | Fibre multimodali e lunghezza d'onda di 1.310 nm                                                                           | 550 metri        |
| 1000BASE-ZX   | Fibre monomodali e lunghezza d'onda di 1.550 nm                                                                            | ~ 100 km         |
| 1000BASE-LX10 | Fibre monomodali e lunghezza d'onda di 1.310 nm                                                                            | 10 km            |
| 1000BASE-BX10 | Singola fibra monomodale utilizzata in un verso con lunghezza d'onda di 1.490 nm e lunghezza d'onda di 1.310 nm nell'altro | 10 km            |
| 1000BASE-T    | Cavo in rame (CAT-5, CAT-5e, CAT-6 o CAT-7)                                                                                | 100 metri        |
| 1000BASE-TX   | Cavo in rame (CAT-6, CAT-7)                                                                                                | 100 metri        |

## Prospettive
Una nuova evoluzione del protocollo Gigabit Ethernet (IEEE 802.3z) è stato definito 10 Gigabit Ethernet (IEEE 802.3ae) e opera a 10 Gbit/s.